# Okręg Thionville-Est
Okręg Thionville-Est (fr. Arrondissement de Thionville-Est) – okręg w północno-wschodniej Francji istniejący w latach 1901–2014. Populacja wynosiła 128 tysięcy. 1 stycznia 2015 roku okręg Thionville-Est został zlikwidowany i włączony do nowego, większego okręgu okręgu Thionville.

## Podział administracyjny
W skład okręgu wchodzą następujące kantony:
- Cattenom,
- Metzervisse,
- Sierck-les-Bains,
- Thionville-Est,
- Thionville-Ouest,
- Yutz.